# 吴城乡 (樟树市)
吴城乡，是中华人民共和国江西省宜春市樟树市下辖的一个乡镇级行政单位。

## 行政区划
吴城乡下辖以下地区：
山前社区、山中村、东塘村、双港村、莲塘村、秧田村、塘下村、吴城村、堆上村、路口村、湛溪村、白路村、麾塘村、沽塘村、举塘村、上京村和市试验林场生活区。

## 全国重点文物保护单位
吴城遗址：位于吴城乡吴城村，1996年被列为第四批全国重点文物保护单位。